# Кильдюшевское сельское поселение (Чувашия)
Кильдюшевское се́льское поселе́ние — муниципальное образование в Яльчикском районе Чувашии Российской Федерации.
Административный центр — деревня Кильдюшево.

## История
Статус и границы сельского поселения установлены Законом Чувашской Республики от 24 ноября 2004 года № 37 «Об установлении границ муниципальных образований Чувашской Республики и наделении их статусом городского, сельского поселения, муниципального района и городского округа»

## Население
| 2010  | 2012  | 2013  | 2014  | 2015  | 2016  | 2017  |
| ----- | ----- | ----- | ----- | ----- | ----- | ----- |
| 2112  | ↘2056 | ↘1973 | ↘1929 | ↘1912 | ↘1818 | ↘1710 |
| 2018  | 2019  | 2020  | 2021  |       |       |       |
| ↘1640 | ↘1554 | ↘1476 | ↘1418 |       |       |       |

## Состав сельского поселения
| № | Населённый пункт | Тип населённого пункта          | Население |
| - | ---------------- | ------------------------------- | --------- |
| 1 | Большая Ерыкла   | деревня                         | ↗73       |
| 2 | Кильдюшево       | деревня, административный центр | ↗413      |
| 3 | Кушелга          | село                            | ↗425      |
| 4 | Новое Тинчурино  | село                            | ↘625      |
| 5 | Полевые Пинеры   | деревня                         | ↘224      |
| 6 | Шаймурзино       | деревня                         | ↗219      |
| 7 | Эмметево         | деревня                         | ↗212      |